# Ted Adams (football)
Pour les articles homonymes, voir Ted Adams et Adams.
Edward Fairclough "Ted" Adams, né le 30 novembre 1906 à Liverpool et mort le 30 novembre 1991 à Burnley, était un footballeur professionnel anglais qui évoluait au poste de gardien de but.